# Campanula isophylla
La campana de Italia (Campanula isophylla) es una especie de plantas con flores perteneciente a la familia de las campanuláceas. 

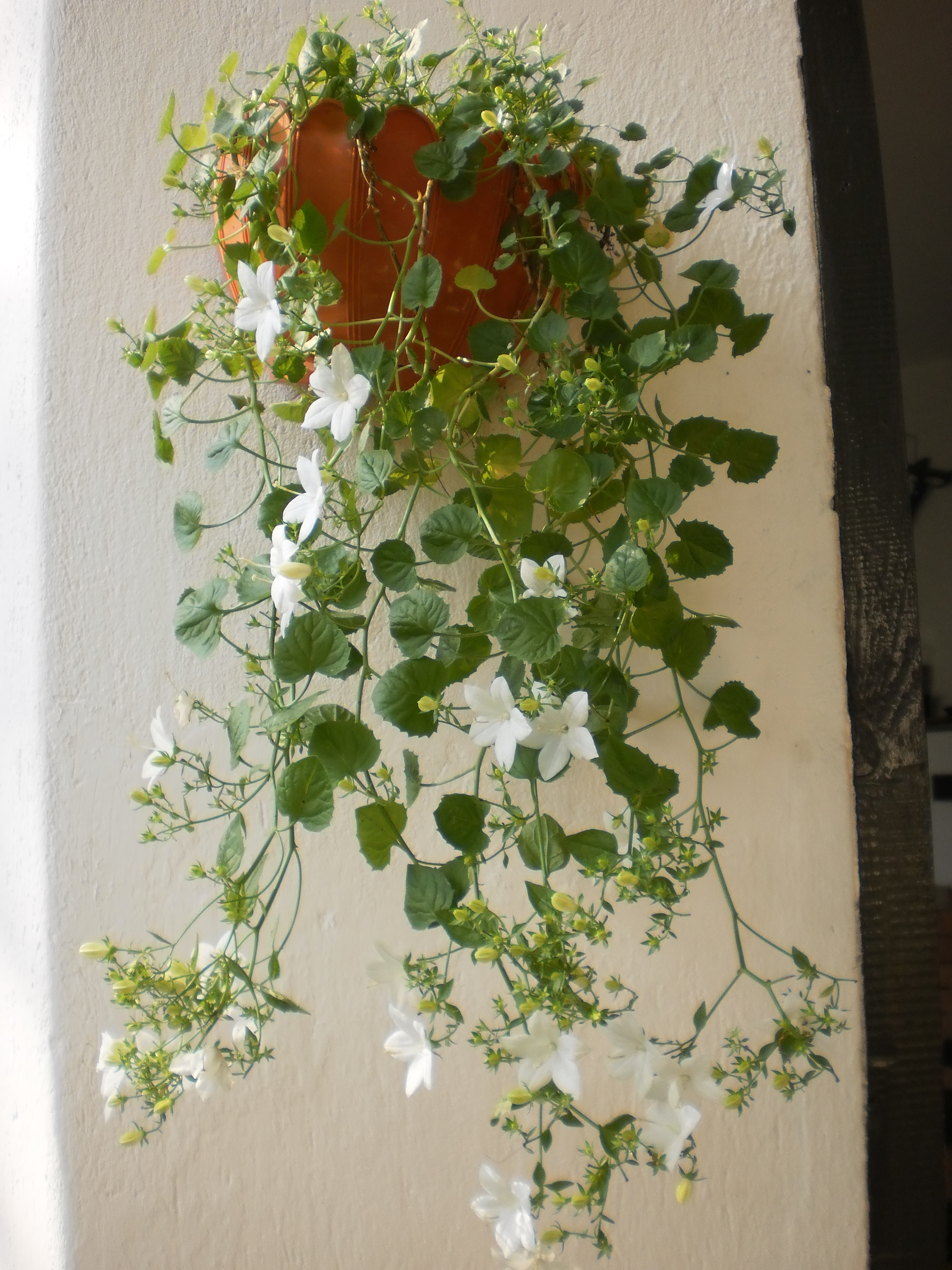
Campanula isophylla en maceta colgante

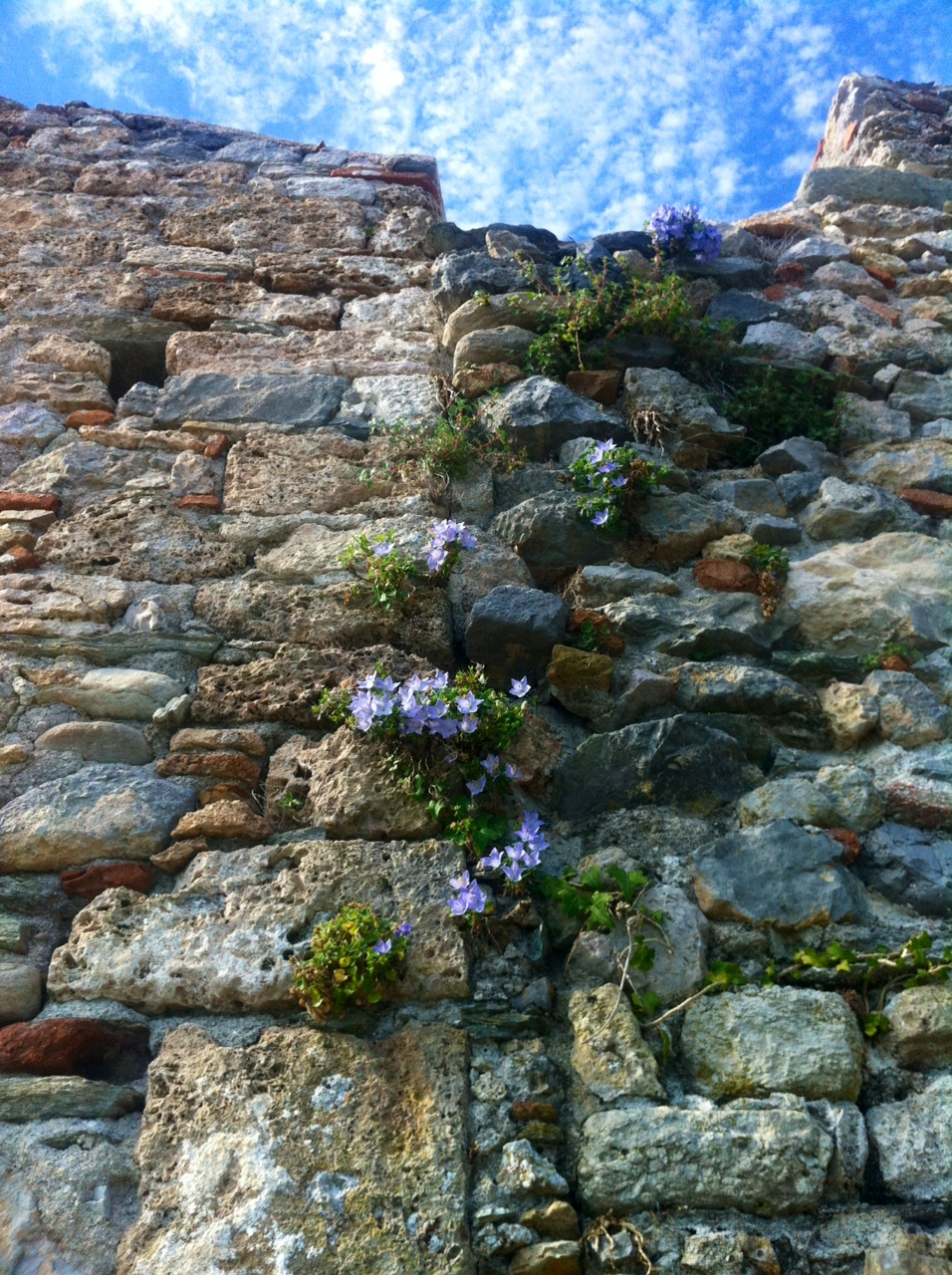
Vista de la planta en su hábitat

## Descripción
La especie es perennifolia. Las flores tienen forma de estrella y miden 3,5 centímetros, son de color sea azul, blanco o malva,  y aparecen a finales de verano hasta el otoño. Las hojas tienen forma de corazón, el margen dentado y de color verde claro. Alcanza un tamaño de 7 a 20 cm de longitud. Campanula fragilis se asemeja a la especie. La especie se ha cultivado por generaciones. El autor John Traherne Moggridge, dijo en 1874 en uno de sus libros que las semillas germinan libremente y llegó a decir que son tan pequeñas que pueden ser transportadas solo por el viento, o que se adhieren, sin causar molestias, a las patas de las aves. Una edición de 1907 de Gardening Illustrated dijo que las flores de color azul son menos frecuentes que las flores blancas. La especie es a veces mal clasificada como Campanula mollis en los jardines. La diferencia entre Campanula mollis y esta especie son la forma de las hojas. El volumen 6 de The American journal of horticulture and florist's companion, dijo que las flores son del color azul más hermoso y duran un largo tiempo.

## Hábitat
Cuando está en maceta, crece bien en condiciones aireadas y templadas. A diferencia de la mayoría de las plantas, la especie se ve perjudicada por la luz solar directa. La especie tolera las heladas en las montañas del norte de Italia, pero cultivadas en maceta las plantas no pueden hacerlo. Los autores Shane Smith y Marjorie C. Leggitt dijo que la especie se adapta mejor a una cesta colgante.

## Taxonomía
Campanula isophylla fue descrita por Giuseppe L. Moretti y publicado en Giornale di fisica, chimica, storia naturale, medicina, ed arti II. vii. 44, 98. 1824.
Sinonimia
- Campanula floribunda Viv.
- Campanula isophylla f. alba Voss
- Campanula mayi auct.[10][11]